# 九龍巴士42C線
九龍巴士42C線是香港的一條新界市區巴士路線，來往青衣（長亨邨）及藍田站，提供青衣、荃灣、青山公路一帶來往大窩坪、黃大仙、新蒲崗（只限去程）、九龍灣、觀塘及藍田的巴士服務，亦是唯一來往青衣島及青山上路的公共交通服務。
九龍巴士X42P線為42C的繁忙時間特快班次，於平日星期一至五早上繁忙時間由青衣站單向開往藍田站，不停畢架山花園至啟業邨，是42C線直達觀塘區的「跳蛙公車」版本。

## 歷史
本線的開辦可追溯至運輸署於「1990年至1991年度青衣區公共交通服務發展計劃」中提出，策劃時路線編號為41B，以青衣碼頭為總站。至路線開辦時，青衣總站修訂為長亨。
- 1991年1月6日：42C線投入服務。
- 1991年5月7日：42C線往藍田的方向繞經新蒲崗。
- 1992年7月6日：42C線往藍田方向改經荃富街及關門口街，並於荃富街加設分站。
- 1996年2月26日：九巴增派1輛空調巴士行走到42C線，及後逐步增加空調巴士數目。
- 2000年代中期：42C線藍田站的總站，加設全港獨有的空調候車室[4]
- 2012年2月6日：42C線改為全空調服務。[5]。
- 2015年6月27日：42C線增設到站時間預報。[6]
- 2018年1月8日：X42P線投入服務。[7]
- 2023年12月27日：X42P線延長至青衣站開出，開出時間為07:20、07:35及07:50。[8]

## 服務時間及班次
42C
| 青衣（長亨邨）開 | 青衣（長亨邨）開 | 青衣（長亨邨）開 | 藍田站開         | 藍田站開    | 藍田站開     |
| 日期             | 服務時間         | 班次（分鐘）     | 日期             | 服務時間    | 班次（分鐘） |
| ---------------- | ---------------- | ---------------- | ---------------- | ----------- | ------------ |
| 星期一至五       | 05:30-05:54      | 12               | 星期一至五       | 05:35-06:35 | 12           |
| 星期一至五       | 05:54-06:30      | 9                | 星期一至五       | 06:35-06:55 | 10           |
| 星期一至五       | 06:30-08:33      | 5-7              | 星期一至五       | 06:55-09:30 | 6-8          |
| 星期一至五       | 08:33-09:05      | 8                | 星期一至五       | 09:30-11:00 | 10           |
| 星期一至五       | 09:05-10:55      | 10               | 星期一至五       | 11:00-13:36 | 12           |
| 星期一至五       | 11:06            | 11:06            | 星期一至五       | 13:36-15:56 | 10           |
| 星期一至五       | 11:18-14:18      | 12               | 星期一至五       | 15:56-18:57 | 6-8          |
| 星期一至五       | 14:18-16:08      | 10               | 星期一至五       | 18:57-20:00 | 9            |
| 星期一至五       | 16:08-19:06      | 5-9              | 星期一至五       | 20:00-23:40 | 10           |
| 星期一至五       | 19:06-20:54      | 12               | 星期一至五       | 23:40-00:25 | 15           |
| 星期一至五       | 20:54-21:20      | 13               |                  |             |              |
| 星期一至五       | 21:20-00:20      | 15               |                  |             |              |
| 星期六           | 05:30-06:18      | 12               | 星期六           | 05:35-06:47 | 12           |
| 星期六           | 06:18-09:30      | 5-8              | 星期六           | 06:47-09:05 | 7-9          |
| 星期六           | 09:30-15:10      | 10               | 星期六           | 09:05-09:55 | 10           |
| 星期六           | 15:10-18:52      | 6/7              | 星期六           | 09:55-12:55 | 12           |
| 星期六           | 18:52-22:32      | 11               | 星期六           | 12:55-15:45 | 10           |
| 星期六           | 22:32-00:20      | 12               | 星期六           | 15:45-18:39 | 6/7          |
|                  |                  |                  | 星期六           | 18:39-19:15 | 9            |
| 19:15-23:55      | 10               |                  | 星期六           |             |              |
| 23:55-00:25      | 15               |                  | 星期六           |             |              |
| 星期日及公眾假期 | 05:30-06:30      | 15               | 星期日及公眾假期 | 05:35-07:05 | 15           |
| 星期日及公眾假期 | 06:30-10:00      | 10               | 星期日及公眾假期 | 07:05-08:05 | 12           |
| 星期日及公眾假期 | 10:00-18:08      | 8/9              | 星期日及公眾假期 | 08:05-09:05 | 10           |
| 星期日及公眾假期 | 18:08-22:20      | 12               | 星期日及公眾假期 | 09:05-11:05 | 12           |
| 星期日及公眾假期 | 22:20-00:20      | 15               | 星期日及公眾假期 | 11:05-13:25 | 10           |
|                  |                  |                  | 星期日及公眾假期 | 13:25-18:22 | 8/9          |
| 18:22-22:22      | 10               |                  | 星期日及公眾假期 |             |              |
| 22:22-23:10      | 12               |                  | 星期日及公眾假期 |             |              |
| 23:10-00:25      | 15               |                  | 星期日及公眾假期 |             |              |

X42P
- 星期一至五
  - 青衣站開：07:20、07:35、07:50

逢星期六、日及公眾假期不設服務

## 收費
| 路線 | 全程收費 | 分段收費 |
| ---- | -------- | --- |
| 42C  | $10.6    | - 過青荃橋後往藍田站：$9.6 - 畢架山花園往藍田站／過呈祥道後往青衣（長亨邨）：$7.1 - 過青荃橋後往青衣（長亨邨）：$4.8 |
| X42P | $11.6    | - 九龍灣站往藍田站：$7.1                                                                                             |

| - 本線設有12歲以下小童及65歲或以上長者半價優惠。 - 65歲或以上香港居民使用「樂悠咭」，以及12歲以下合資格殘疾兒童使用「殘疾人士身份」個人八達通繳付車資，均可享有每程$2.0或半價（以較低者為準）的票價優惠；12至64歲合資格殘疾人士使用「殘疾人士身份」個人八達通（包括「樂悠咭」），以及60至64歲香港居民使用「樂悠咭」繳付車資，均可享有每程$2.0或全費（以較低者為準）的票價優惠。 - 65歲或以上長者如使用長者或一般個人八達通繳付車資，則只可享有半價優惠；12至64歲合資格殘疾人士如不使用「殘疾人士身份」個人八達通，以及60至64歲人士如不使用「樂悠咭」繳付車資，必須繳付全費。 - 乘客可以現金或八達通於上車時付款，不設找續。 - 每位成人乘客可免費攜帶最多兩名4歲以下而不佔座位的兒童乘客乘車，超額之4歲以下小童必須繳付小童車費乘車。 - 持有「九巴月票」之乘客在車票有效期內，每日可享最多10程任何九龍巴士及龍運巴士路線（包括本路線，以及聯營路線的九龍巴士／龍運巴士提供的班次；惟乘搭機場「A」及「NA」線則可享原價二七折優惠（不會計算每天10次合資格車程））；而B1線則每日可享最多各2程（不會計算每天10次合資格車程）。 - 九龍巴士、城巴、龍運巴士及陽光巴士全職員工及家屬（不包括外判職員）可免費乘搭本路線，惟必須拍職員或職員家屬八達通。 - 乘客亦可透過多元化電子支付系統（e度嘟）繳付車資，包括使用非接觸式VISA卡、JCB卡、萬事達卡、銀聯卡、美國運通、大來國際、Discover Card、Apple Pay、Google Pay、Samsung Pay、AlipayHK「易乘碼」、支付寶、WeChatHK／微信支付「搭車碼」、銀聯雲閃付「乘車碼」及BOC Pay「乘車碼」。乘客使用此付款方式，使用此支付方式的乘客可享有中途下車之分段收費，以及與其他九巴／龍運獨營路線或聯營線九巴／龍運班次之轉乘優惠，惟不適用於與非九巴／龍運路線之轉乘優惠，亦不能享有「公共交通費用補貼計劃」及「長者及合資格殘疾人士公共交通票價優惠計劃」。 |

### 八達通轉乘優惠
乘客登上本線後150分鐘內以同一張八達通卡轉乘以下路線，或從以下路線登車後150分鐘內以同一張八達通卡轉乘本線，次程可獲車資折扣優惠：
42C←→九龍市區路線，次程可獲$4.2折扣優惠
- 42C往藍田站 → 2F往慈雲山、3M任何方向、13M往寶達、14B往藍田（廣田邨）、15A任何方向、16M往藍田、23M任何方向、28B任何方向、29M任何方向、211往翠竹花園、213M往安泰、213S往安達、214或216M往油塘
- 2F往長沙灣、3M任何方向、13M/14B往牛頭角、15A任何方向、16M往觀塘站、23M任何方向、28B任何方向、29M任何方向、211往黃大仙、213M/213S往藍田站、214往長沙灣或216M往藍田站 → 42C往長亨

42C←→14X
- 42C往藍田站 → 14X往鯉魚門，次程可獲$4.4折扣優惠
- 14X往尖沙咀 → 42C往長亨，次程可獲$7.4折扣優惠

42C←→61M，次程可獲$4.2折扣優惠
- 42C往長亨 → 61M往屯門
- 61M往荔景 → 42C往藍田站

42C←→將軍澳、西貢及清水灣路線，次程可獲$4.2折扣優惠
- 42C往藍田站 → 91往清水灣、91M往寶林、91P往科技大學、92往西貢、98往將軍澳工業邨、98A往坑口、290/290A往彩明、290B往將軍澳工業邨、290X往康城站或296A往尚德
- 91、91M/91P、92往鑽石山站、98、98A、296A往牛頭角或290/290A/290B/290X往荃灣西站 → 42C往長亨

42C←→5R，次程可獲$2.0折扣優惠
- 42C任何方向 → 5R往啟德郵輪碼頭
- 5R往觀塘 → 42C任何方向

42C←→33(B)，次程可獲$4.2折扣優惠
- 42C往藍田站 → 33(B)往油塘
- 33(B)往油塘 → 42C往藍田站
- 42C往長亨 → 33(B)往荃灣西站
- 33(B)往荃灣西站 → 42C往長亨

## 使用車輛
開辦初期，以利蘭勝利二型（G）和都城嘉慕9.7米巴士（M）行走。至1990年代中期，客量上升和他線更改新款巴士等因素，令丹尼士巨龍12米巴士（3N）成為本線主要派車，與路線相近的龍翔道、呈祥道另「飛龍」38號看齊。空調巴士由1996年加入本線以來，用車質素一直得到重視，2000年代較常出現富豪奧林比安12米（3AV），隨後再加入全新的超低地台巴士服務，先後使用富豪超級奧林比安12米巴士（3ASV，車牌字母為KJ），以及丹尼士三叉戟三型12米巴士（ATR，車牌字母為KW及KX）。這些超低地台巴士當年因符合政府訂立的排放要求，已先後被派往行走中環、尖沙咀及旺角等路線。因應本線的龐大客量，於2021年3月正式獲派12.8米巴士，用車為亞歷山大丹尼士Enviro 500 MMC 12.8米（3ATENU）。
現時42C及X42C合共獲派36輛巴士，包括2輛富豪B9TL 12米（AVBWU）及34輛亞歷山大丹尼士Enviro 500 MMC（22輛12米ATENU、12輛12.8米3ATENU）雙層空調巴士，由荔枝角車廠、青衣車廠、九龍灣車廠及元朗車廠負責派車。本線亦曾為全港第三多掛牌車輛的路線。
| 車隊編號  | 車牌   |
| --------- | ------ |
| AVBWU312  | SP8931 |
| AVBWU313  | SP8937 |
| ATENU11   | SA7810 |
| ATENU20   | SB6177 |
| ATENU263  | SP6893 |
| ATENU356  | TB2302 |
| ATENU358  | TB2492 |
| ATENU359  | TB8579 |
| ATENU372  | TC6787 |
| ATENU383  | TC8566 |
| ATENU387  | TC9729 |
| ATENU560  | TL5814 |
| ATENU624  | TN4701 |
| ATENU633  | TN5992 |
| ATENU643  | TN6835 |
| ATENU703  | TR3935 |
| ATENU760  | TS8694 |
| ATENU767  | TT6621 |
| ATENU770  | TT7102 |
| ATENU825  | TV4085 |
| ATENU843  | TV6591 |
| ATENU878  | TW8564 |
| ATENU1540 | VR2976 |
| ATENU1541 | VR3197 |
| 3ATENU50  | UD1353 |
| 3ATENU59  | UD5851 |
| 3ATENU67  | UE3496 |
| 3ATENU73  | UE5650 |
| 3ATENU77  | UE6259 |
| 3ATENU82  | UE5224 |
| 3ATENU83  | UE5298 |
| 3ATENU88  | UE6957 |
| 3ATENU91  | UE9290 |
| 3ATENU93  | UF1189 |
| 3ATENU94  | UF1436 |
| 3ATENU95  | UF4008 |

## 行車路線
42C、X42P
青衣（長亨邨）開經：寮肚路、青衣西路、青康路、涌美路、青衣鄉事會路、楓樹窩路、擔桿山交匯處、青敬路、長安巴士總站、擔桿山路、擔桿山交匯處、青荃路、荃青交匯處、德士古道、荃富街、關門口街、青山公路－葵涌段、昌榮路迴旋處、青山公路－葵涌段、呈祥道、龍翔道、蒲崗村道、彩虹道、彩虹邨通道、太子道東、觀塘道、觀塘道下通道、觀塘道及鯉魚門道。
- X42P線由青衣站開出，依42C原線駛至德士古道後，改經德士古道北、城門道、青山公路－荃灣段，然後返回青山公路－葵涌段42C原線，不停靠有斜體字的道路。

藍田站開經：鯉魚門道、迴旋處、鯉魚門道、觀塘道、彩虹交匯處、龍翔道、呈祥道、青山公路、德士古道、荃青交匯處、青荃路、擔桿山交匯處、青敬路、長安巴士總站、擔桿山路、擔桿山交匯處、楓樹窩路、青衣鄉事會路、涌美路、青康路、青衣西路及寮肚路。

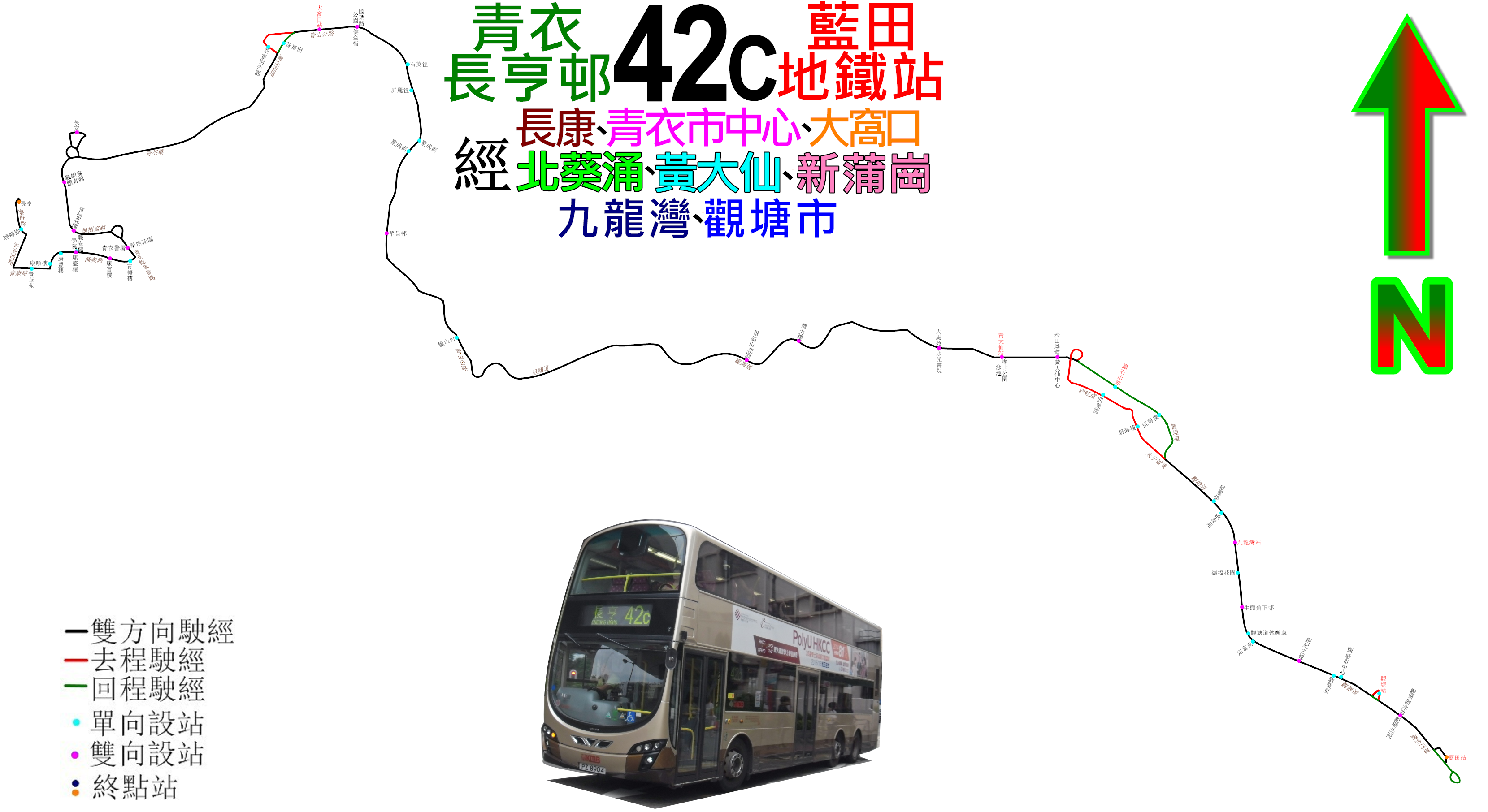
42C線的走線圖

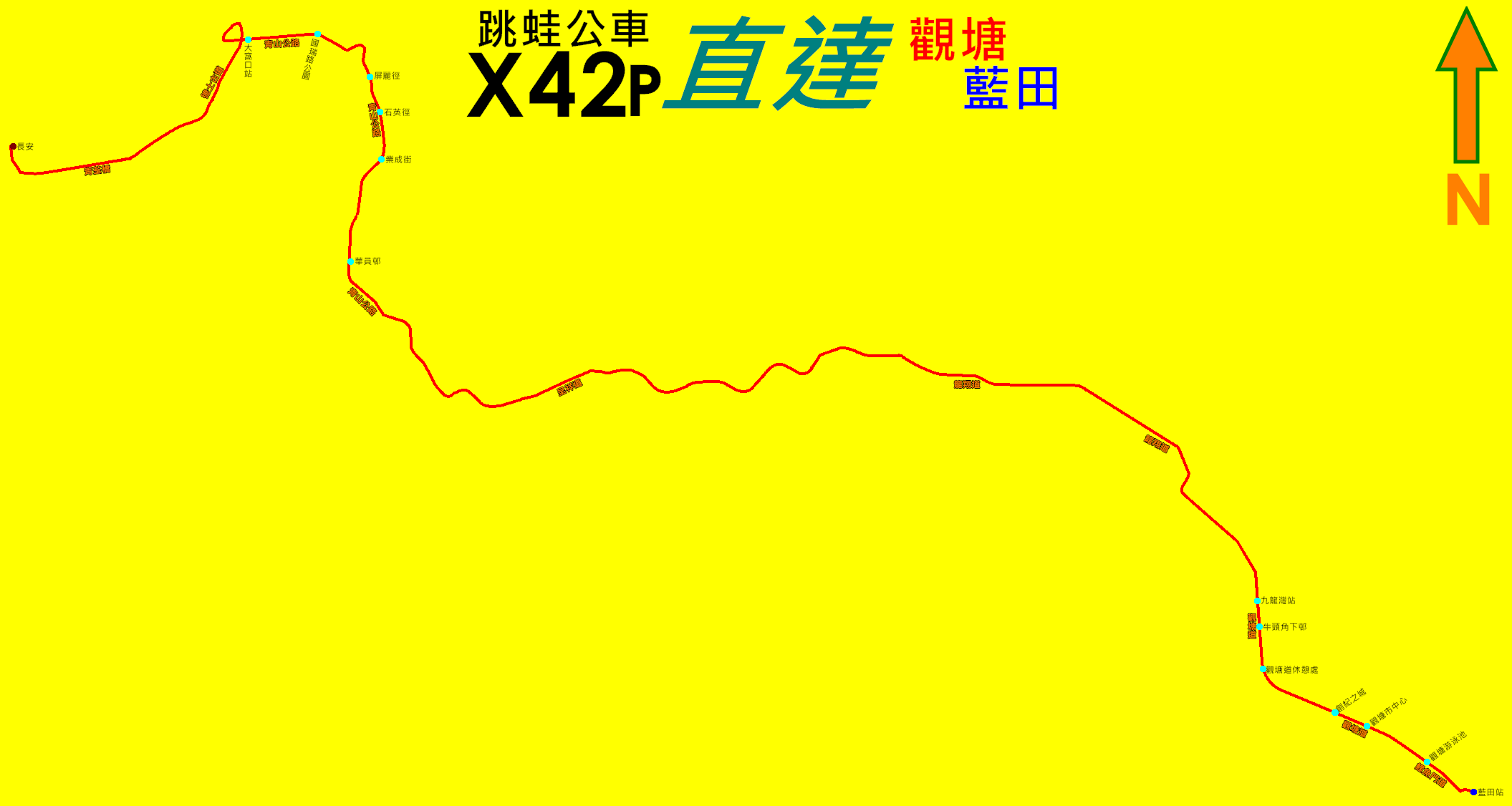
X42P線的走線圖

42C線之具體停站請參考資訊框
X42P線之具體停站請參考資訊框

## 客量
由於來往青衣長青邨及觀塘順利邨的42線，從1980年1月27日起改經新清水灣道後，青衣與觀塘之間的公共交通服務一直被懸空，直至本線開辦為止。作為青衣唯一能夠來往黃大仙及觀塘市中心的陸路交通服務，在多項有利因素下，其客量一直維持增長。由於青山公路葵涌段大窩口及上葵涌一帶皆遠離港鐵站，即使有港鐵及38線競爭，但由於乘搭港鐵要經油尖旺區轉車的關係，而38線在葵興一帶亦已有龐大客量，所以本線能與38發揮互助分流的角色，需求甚高，加上能以直接行車路線往返青衣大部分地區及東九龍，所以由早到晚皆能全車坐滿，低廉的車資和直接的路徑吸引到沿線的居民和通勤通學者支持，巴士公司需於早晚繁忙時段加開中途起載特別車在荃灣荃富街及九龍灣站等商貿區開出疏導乘客，而這些區域的擴展或重建，亦有利於本線長遠發展。
現時本線是九巴在葵青區路線中，用車最多的路線之一，全線派車共37輛，比次席的58M多數輛。
本線主要客源來自多方面，且客量亦可觀：
1. 青衣、荃灣東部及中葵涌來往大窩坪及九龍東
2. 青衣及荃灣東部來往中葵涌
3. 大窩坪及黃大仙來往觀塘及藍田
4. 小欖61M線（經大窩口互轉，享用轉乘優惠）來往九龍東
5. 青衣、荃灣東部及中葵涌（互轉91M號、296A號享用轉乘優惠）來往將軍澳，以及清水灣及西貢（經彩虹邨互轉91號、92號享用轉乘優惠）。

九巴自2015年3月28日起開辦的全新「將荃線」290(A)後，已開始舒緩本線在荃灣工貿區之客量，更令東九龍各線接駁鐵路的M線得以緩和。唯取道青山上路的走線比290系顯得更快捷，因此荃灣東及大窩口乘客亦傾向選擇本線前往黃大仙一帶。

## 突發事件

### 非空調巴士最後行駛日之混亂
於本線最後一天有非空調巴士行走當日（2012年2月4日），該天原定最後一班非空調巴士（S3V17-GK9141）在18:42從長亨開出，而該非空調巴士於18:30到達長亨，並沒有延遲到達。惟數分鐘後站長透過車長向在場巴士迷表示，該班車將會直接前往長安巴士總站起載，並按照原有路線返回藍田鐵路站總站，而且沒有交代原因（站長室的顯示屏顯示原因為普通巴士當時所泊的車坑阻塞42A線巴士入站，但事實上最後42A線的有關車輛如常停泊於42A的車坑，而停泊在普通巴士後面的卻是稍後到站的另一輛普通巴士（S3N358-GA5505））；最終S3V17在沒有載客的情況下離開長亨（S3N358其後停止服務離開），大部分巴士迷結果未能登上有關巴士，使車長得以順利避過潛在混亂於藍田完成車程。
部分巴士迷分別於得知消息後及兩輛非空調巴士均離站後，隨即乘搭其他交通工具（如的士、42M線、E32線、專線小巴409線等）分別往長安巴士總站、大窩口鐵路站甚至九龍區追趕，情況非常混亂。部分巴士迷更因站長的決定而情緒激動，不斷以粗言穢語謾罵後者。
此事件後被各大巴士討論區討論，惹來很大爭議。有人表示站長的安排是出於其對巴士迷行為之不滿，也有人出言侮辱及責罵肇事站長。支持站長做法者表示，站長可以以車務調動為由，將車輛直接前往中途站接載並疏導乘客，避免該班車於長亨總站上滿乘客而出現「頂閘」情況，令沿途各站候車之乘客蒙受影響；加上該天有不少滋事者出現，此舉亦可避免他們登上普通巴士後影響車內秩序。
反對做法者則表示，該班巴士並沒有延誤，理應繼續行走，並按正常班次開出；而且該天為全冷前的最後一天，站長應交代下此決定之原因，避免令巴士迷掃興及出現憤怒的情緒，使秩序出現混亂，並影響站長的形象。更有巴士迷作出集體投訴及向報章反映。而於事件之前，有網民發現，當天下午時後較早的時候，兩部熱狗的開車時間並不尋常，均比原定的開車時間早。
於事件發生的翌日，有自稱九巴車長的網民於論壇發言，指公司收到十多封投訴該名站長的投訴信，而該名站長亦被車務主任要求問話，但另一論壇則有資深巴士迷指消息並非真實。另外，在該事件發生一個月後，東方日報於3月19日報道此事。

### 天馬苑巴士火警事件
2015年1月22日晚上，一部正行走本線往藍田方向的丹尼士三叉戟型雙層巴士（車隊編號ATR98，車牌HZ6550），於行經龍翔道馬仔坑，近天馬苑巴士站時，被乘客發現車尾有燒焦味道，車長於是將車駛往該巴士站並緊急疏散全車乘客，及後巴士更冒出白煙及起火，自己則留守至最後，並取出滅火筒救火，但火勢一發不可收拾，最終全車嚴重焚毀。而車長盡責的行為，翌日多被香港媒體所讚許。

### 警察截查巴士拘捕示威者事件
2019年9月3日晚上約9點，示威者破壞黃大仙站閉路電視後，乘搭九巴42C離開黃大仙，至九龍灣站時，一批防暴警察截停該巴士搜查車上所有乘客，稱該巴士為「犯罪現場」，最終11名乘客獲放行、33名示威者被警察拘捕，其後數十名市民到場圍觀及叫口號。

## 外部連結
- 九巴42C線－九龍巴士（页面存档备份，存于）
- 九巴42C線－i-busnet.com（页面存档备份，存于）
- 九巴42C線－681巴士總站（页面存档备份，存于）
- Hong Kong Bus KMB ATENU1545 @ 42C 九龍巴士 Dennis Enviro500 MMC New Facelift 藍田站 - 長亨邨 （页面存档备份，存于），YouTube
- 九巴42C、X42C、X42P線詳細時間表（页面存档备份，存于）
- YouTube：九巴42C線全程行車片段（往長亨總站）中英文字幕  （页面存档备份，存于）